# Retzbach (Austria)
Retzbach – gmina w Austrii, w kraju związkowym Dolna Austria, w powiecie Hollabrunn, w regionie Weinviertel. Według Austriackiego Urzędu Statystycznego liczyła 1 004 mieszkańców (1 stycznia 2014).